# Bitwa pod Bojarami
Bitwa pod Bojarami – walki pododdziałów 12 pułku piechoty kpt. Władysława Mielnika z oddziałami Armii Czerwonej toczone w ramach bitwy nad Berezyną w okresie wojny polsko-bolszewickiej.

## Przebieg działań
Sytuacja ogólna
14 maja 1920 ruszyła sowiecka ofensywa wojsk Frontu Zachodniego Michaiła Tuchaczewskiego. 15 Armia Augusta Korka i Grupa Północna Jewgienija Siergiejewa uderzyły na pozycje oddziałów polskich 8 Dywizji Piechoty i 1 Dywizji Litewsko-Białoruskiej w ogólnym kierunku na Głębokie. Wykonująca uderzenie pomocnicze 16 Armia Nikołaja Sołłohuba zaatakowała oddziały 4 Armii gen. Stanisława Szeptyckiego. 
Wobec skomplikowanej sytuacji operacyjnej, 23 maja rozpoczął się ogólny odwrót wojsk polskich w kierunku zachodnim.
Działania pułku
23 maja pod Bojarami oddziały sowieckiej 4 Dywizji Strzelców ze składu 15 Armii uderzyły na stanowiska obronne 12 pułku piechoty kpt. Mielnika. Przez całe popołudnie pułk odpierał falowe ataki piechoty sowieckiej. Jego I batalion stracił kolejno dwóch dowódców. Przeciwnik również poniósł ogromne starty. Sowiecka dywizja pozostawiła na przedpolu około trzystu poległych i rannych. 
Pod osłoną nocy pułk wycofał się na kolejną rubież opóźniania.

## Bilans walk
Bitwa pod Bojarami opóźniła natarcie 4 Dywizji Strzelców, która po poniesionych stratach w dniu następnym utknęła na południowy wschód od jeziora Narocz.